# 碧海潮生曲
《碧海潮生曲》最初是金庸武俠小說中「東邪」黃藥師所創的武功乐曲。黃藥師曾連續十五年以碧海潮生曲對付被囚禁的周伯通，又以此曲重創歐陽克的蛇陣，並與「西毒」歐陽鋒的鐵箏、「北丐」洪七公的長嘯打成平手。
黃藥師精通琴、棋、書、畫、醫、卜、兵、陣，他自創的《碧海潮生曲》，表面上簫聲聽似模仿大海潮浪之聲，其實內藏極高度致命武功，聲情致飄忽，纏綿宛轉，把男女情慾比作了潮漲潮退的情景，一旦以內力催動，就會產生影響對手的音波，讓對手陷入都情慾迷亂的境地里去。若在無防備之下且內力較黃藥師低者，聆聽則難以自制，不住手舞足蹈，胡言亂語，甚至胡亂抓搔頭臉，醜態百出。内功定力稍弱者，而且又經歷過男女之事的人一听得此曲，不免心旌摇动，为其所牵，轻者受伤，重则丧命。
在《射鵰》的敘事範圍中，郭靖還未有經歷男女之事，心地純樸，因此彼時其內力修為雖遠遜黃藥師，但《碧海潮生曲》而反對其無效。

## 現實應用
- 台灣作曲家劉學軒以《碧海潮生曲》為主題，使用曲笛與古箏首度將此乐曲搬上舞台。首演時間為2006年9月16日，地點為台灣國家演奏廳，於國家國樂團「笑傲江湖」音樂會中世界首演。[1]